# 라파엘 델 리에고

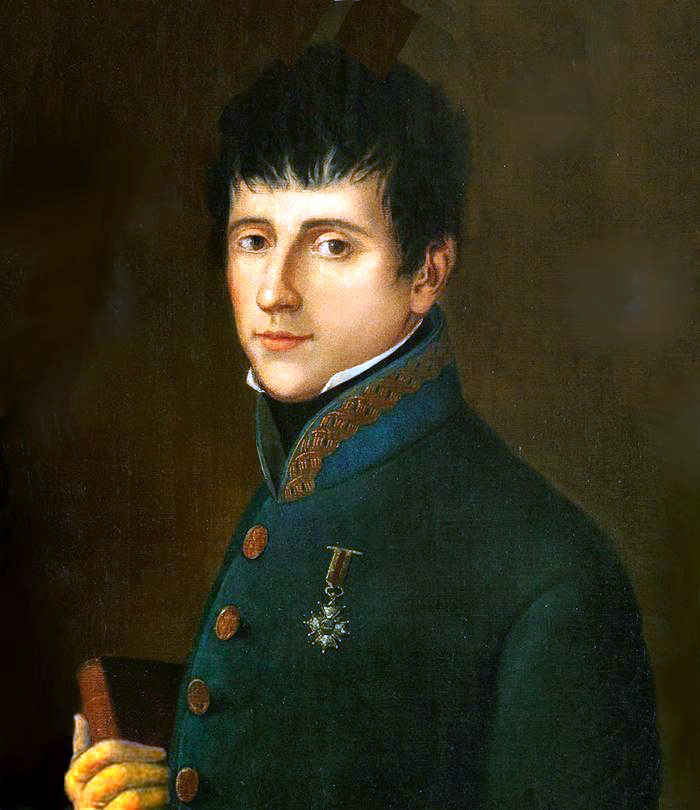
라파엘 델 리에고

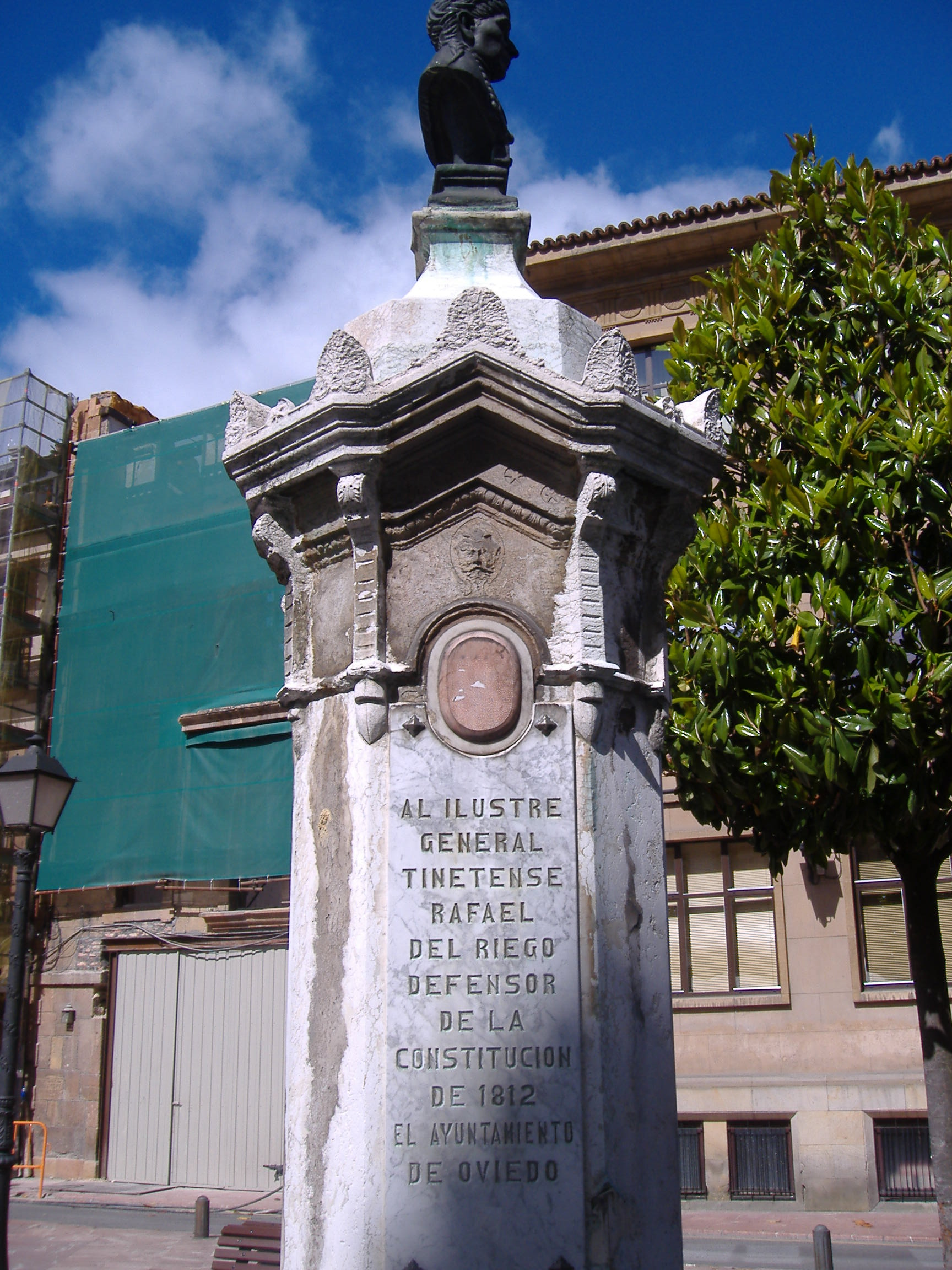

라파엘 델 리에고 이 누녜스(Rafael del Riego y Nuñez, 1784년 4월 9일~1823년 11월 7일)는 스페인의 장군이자 정치가이다.

## 생애
1784년 4월 9일(다른 문헌에서는 1785년 11월 24일) 아스투리아 지방의 투냐스에서 태어났다. 1807년 오비에도의 대학을 졸업하고 나서 마드리드로 가서 군에 들어갔다. 에스파냐 독립 전쟁이 일어나던 1808년에 프랑스군의 포로로 잡혀서 엘에스코리알에 수감되었으나 탈출했다.
11월 10일에는 에스피노사 데 로스 몬테로스 전투에 참전해 다시 포로로 잡혀서 사흘 후 프랑스로 보내졌으나, 후에 풀려났다. 그는 영국과 독일 지방을 여행핬고 1814년에 스페인으로 돌아와 중령으로 입대했다.
프리메이슨 단원이었던 리에고는 진보적인 사상을 지니고 있었으며, 이로 하여금 국왕에게 반감을 품게 되었다. 당시 에스파냐는 페르난도 7세가 통치하는 절대 왕정 시대였다. 1819년 국왕은 남아메리카 독립운동을 진압하기 위해 10개 대대의 부대를 창설하였는데, 리에고가 아스투리아의 일개 대대를 맡게 되었다. 1820년 1월 1일 카디스에 도착한 뒤 다른 지휘관들과 함께 반란을 일으켰고, 이를 에스파냐 혁명으로 부른다. 
반란군은 처음에 안달루시아 시로 행진해 들어가 사람들을 선동했지만 반응은 미지근했다. 하지만 봉기는 이후 갈리시아에서 시작되어 에스파냐 전체로 퍼져 나갔다. 1820년 3월 7일 마드리드의 궁전은 발레스테로스 장군의 군사들에 포위되었고, 3월 10일 왕은 헌법을 고칠 것에 동의하였다.
신정부는 리에고를 갈라시아의 captain-general 자리에 앉혔다. 1821년 1월 8일 그는 아라곤 지방의 지휘권을 얻게 되었고, 사라고사 지방으로 옮겼다. 6월 18일에는 그의 조카 마리아 테레사 델 리에고 이 부스틸로스와 결혼했다. 9월 4일 공화주의자들의 모함을 받아 감금되었다. 하지만 그의 명성이 올라가면서 마드리드에서 그의 석방을 요구하는 시위가 열렸다. 1822년 3월에 그는 코르테스 제네랄레스로 당선되었고, 석방되었다.
1822년 12월 베로나 회의에서 신성동맹은 공화정 에스파냐를 유럽의 균형을 위협하는 존재로 선언하고 프랑스가 스페인에 왕정을 부활시키기로 결정했다.
1823년 4월 7일, 프랑스군이 스페인의 국경을 넘어 들어갔다. 리에고는 프랑스군과 내부의 왕정 세력들에 저항했다. 하지만 9월 15일 그는 배신당하여 안퀼라스의 감옥에 수감되었다가 마드리드로 끌려갔다.
특사가 있었지만, 리에고는 왕의 권력을 빼앗은 반역을 저지른 죄로 1823년 11월 7일 마드리드 라 세바다 광장에서 교수형을 당했다.
리에고가 쓴 글에 가락을 붙인 <힘노 데 리에고>는 에스파냐 제2공화국 때의 국가로 불리었다. 현재 코르테스 제네랄레스의 건물에 그의 초상화가 걸려 있다.